# Complicações pós-operatórias
Complicações pós-operatórias, em geral, podem ser:
- POI (Pós operatório imediato):
- POT (Pós operatório tardio):

## Exemplos
As complicações podem se manifestar nos seguintes sintomas
- Hemorragia
- Choque Hipovolêmico
- Alergia
- Infecção
- Tromboembolismo
- Embolia gordurosa
- Síndromes
- Náuseas
- Vômitos
- Artroses